# Bethel (Maine)
Bethel – miasto w Stanach Zjednoczonych, w stanie Maine, w Oxford, położone nad rzeką Androscoggin.